# Clytie benenotata
Clytie benenotata är en fjärilsart som beskrevs av W. Warren 1888. Clytie benenotata ingår i släktet Clytie och familjen nattflyn. Inga underarter finns listade i Catalogue of Life.